# Босха, Иоганн
Иоганн Босха (нидерл. Johannes Bosscha Jr.; 1831—1911) — голландский физик.
Член-корреспондент Парижской академии наук (1910).

## Биография
Иоганн Босха родился 18 ноября 1831 года в нидерландском городе Бреде.
Изучал в Девентере и Лейдене естественные науки, был затем ассистентом при кабинете естественных наук в Лейденском университете.
С 1860 он работал учителем естествознания в Военной академии в Бреде, а с 1863 года инспектором школ провинций Брабант, Гельдерн, Утрехт и Лимбург.
В 1872 году Босха был назначен учителем политехнического училища в Дельфте, а в 1878 директором этого образовательного учреждения.
Его исследования и научные труды, появившиеся первоначально на голландском языке, переведены затем на немецкий и опубликованы в журнале «Annalen der Physik» Иоганна Христиана Поггендорфа.
Иоганн Босха умер 15 апреля 1911 года в городе Хемстеде.
Работы учёного преимущественно касались следующих вопросов: определение скорости звука на небольших расстояниях, коэффициент расширения ртути, причина гальванической поляризации, тепловой эквивалент, измерение электромоторной силы вообще и в частности в элементах Даниеля, тепловой эффект гальванического тока и, наконец, механическая теория электролиза. Его ассистентом в 1878—1882 годах был Хейке Камерлинг-Оннес.